# Ribeira da Isna
A ribeira da Isna ou Rio Isna, situada na bacia hidrográfica do Tejo, é um afluente do rio Zêzere que nasce na Serra do Cabeço da Rainha e percorre 45.5 quilómetros até desaguar no Zêzere, na albufeira da Barragem de Castelo do Bode, perto da aldeia de Fernandaires (Vila de Rei).
Tem como afluentes a Ribeira Vilar, a Ribeira Tamolha, a Ribeira Bostelim e a Ribeira Salgueiro.
Ao longo do seu curso estão situadas as seguintes praias fluviais:
- Praia Fluvial do Malhadal (concelho de Proença-a-Nova)
- Praia Fluvial de Aldeia Ruiva (concelho de Proença-a-Nova)
- Praia Fluvial do Pego das Cancelas (concelho de Vila de Rei)
- Praia Fluvial de Fernandaires (concelho de Vila de Rei)

Também no seu curso se situa a barragem das Corgas.